# Freestyle-Skiing-Juniorenweltmeisterschaften 2006
Die 2. FIS Freestyle-Skiing-Juniorenweltmeisterschaften fanden vom 3. bis zum 6. März 2006 im Krasnoe Ozero statt. Ausgetragen wurden Wettkämpfe im Aerials, Moguls, Dual Moguls und Skicross.

## Medaillenspiegel
| Platz | Land               | Gold | Silber | Bronze | Gesamt |
| ----- | ------------------ | ---- | ------ | ------ | ------ |
| 1     | Russland           | 3    | 1      | 2      | 6      |
| 2     | Deutschland        | 2    | -      | -      | 2      |
| 3     | Frankreich         | 1    | 2      | 1      | 4      |
| 4     | Ukraine            | 1    | 1      | 1      | 3      |
| 5     | Belarus            | 1    | -      | -      | 1      |
| 6     | Vereinigte Staaten | -    | 1      | 3      | 4      |
| 7     | Schweiz            | -    | 1      | -      | 1      |
| 7     | Italien            | -    | 1      | -      | 1      |
| 7     | Norwegen           | -    | 1      | -      | 1      |
| 10    | Tschechien         | -    | -      | 1      | 1      |
|       | Gesamt             | 8    | 8      | 8      | 24     |

## Ergebnisse Frauen

### Aerials
| Platz | Land               | Sportlerin        | Punkte |
| ----- | ------------------ | ----------------- | ------ |
| 1     | Ukraine            | Nadija Didenko    | 144,28 |
| 2     | Schweiz            | Nadja Leuenberger | 129,63 |
| 3     | Ukraine            | Olga Polyuk       | 118,89 |
| 4     | Vereinigte Staaten | Allison Lee       | 109,37 |
| 5     | Belarus            | Maria Shcherbina  | 109,13 |
| 6     | Schweiz            | Anja Haab         | 103,46 |
| 7     | Belarus            | Svetlana Mojeiko  | 102,35 |
| 8     | Kanada             | Elise Pallard     | 98,79  |
| 9     | Belarus            | Evgenia Saveljeva | 98,10  |
| 10    | Vereinigte Staaten | Chloe Dauwalder   | 71,79  |

Datum: 6. März 2006

Es waren 11 Teilnehmerinnen am Start.

### Moguls
| Platz | Land               | Sportlerin             | Punkte |
| ----- | ------------------ | ---------------------- | ------ |
| 1     | Russland           | Jekaterina Stoljarowa  | 24,35  |
| 2     | Russland           | Jelena Muratowa        | 23,75  |
| 3     | Vereinigte Staaten | Caterina Mader         | 23,63  |
| 4     | Vereinigte Staaten | McKenzy Golding        | 23,14  |
| 5     | Vereinigte Staaten | Kayla Snyderman        | 22,80  |
| 6     | Kanada             | Jackie Brown           | 22,52  |
| 7     | Deutschland        | Marina Kaffka          | 22,38  |
| 8     | Kanada             | Maxime Dufour-Lapointe | 22,23  |
| 9     | Kasachstan         | Julija Rodionowa       | 22,20  |
| 10    | Russland           | Regina Rachimowa       | 21,98  |

Datum: 3. März 2006

Es waren 26 Teilnehmerinnen am Start.

Weitere Teilnehmerinnen aus deutschsprachigen Ländern:

 Marie Therese Schraudolf: 12. Platz

 Katherina Förster: 14. Platz

 Constanze Kraus: 17. Platz

 Nadja Leuenberger: 24. Platz

 Nicole Bumann: 26. Platz

### Dual Moguls
| Platz | Land               | Sportlerin        |
| ----- | ------------------ | ----------------- |
| 1     | Frankreich         | Alizée Boulangeat |
| 2     | Italien            | Deborah Scanzio   |
| 3     | Russland           | Jelena Muratowa   |
| 4     | Vereinigte Staaten | Caterina Mader    |
| 5     | Vereinigte Staaten | Kayla Snyderman   |
| 6     | Deutschland        | Marina Kaffka     |
| 7     | Vereinigte Staaten | McKenzy Golding   |
| 8     | Kasachstan         | Darja Rybalowa    |

Datum: 4. März 2006

Es waren 26 Teilnehmerinnen am Start.

Weitere Teilnehmerinnen aus deutschsprachigen Ländern:

 Marie Therese Schraudolf: 14. Platz

 Katherina Förster: 16. Platz

 Constanze Kraus: 17. Platz

 Nicole Bumann: 26. Platz

### Skicross
| Platz | Land        | Sportlerin        |
| ----- | ----------- | ----------------- |
| 1     | Deutschland | Julia Manhard     |
| 2     | Frankreich  | Méryll Boulangeat |
| 3     | Frankreich  | Alizée Boulangeat |
| 4     | Schweiz     | Nicole Bumann     |
| 5     | Norwegen    | Anna Moland       |
| 6     | Russland    | Viktoria Struk    |
| 7     | Deutschland | Sarah Reisinger   |
| 8     | Schweden    | Jenny Liljergen   |

Datum: 5. März 2006

Es waren 12 Teilnehmerinnen am Start.

## Ergebnisse Männer

### Aerials
| Platz | Land               | Sportler            | Punkte |
| ----- | ------------------ | ------------------- | ------ |
| 1     | Belarus            | Maksim Huszik       | 192,59 |
| 2     | Ukraine            | Oleksandr Abramenko | 190,34 |
| 3     | Russland           | Anton Sannikow      | 160,12 |
| 4     | Vereinigte Staaten | Dylan Ferguson      | 157,56 |
| 5     | Vereinigte Staaten | Matt Flescher       | 148,47 |
| 6     | Vereinigte Staaten | Lucas Constenius    | 142,87 |
| 7     | Vereinigte Staaten | G W Creighton       | 141,73 |
| 8     | Schweiz            | Christopher Lambert | 141,40 |
| 9     | Russland           | Anton Shcheglov     | 114,58 |
| 10    | Belarus            | Vitaly Martinkevich | 103,48 |

Datum: 6. März 2006

Es waren zehn Teilnehmer am Start.

### Moguls
| Platz | Land               | Sportler               | Punkte |
| ----- | ------------------ | ---------------------- | ------ |
| 1     | Russland           | Andrei Wolkow          | 27,14  |
| 2     | Frankreich         | Anthony Benna          | 25,68  |
| 3     | Vereinigte Staaten | Jay Bowman-Kirigin     | 25,50  |
| 4     | Vereinigte Staaten | Bryon Wilson           | 25,37  |
| 5     | Russland           | Alexander Smyschljajew | 25,19  |
| 6     | Kasachstan         | Dmitri Reicherd        | 24,59  |
| 7     | Vereinigte Staaten | Patrick Deneen         | 24,30  |
| 8     | Kanada             | Edward Lortie          | 24,14  |
| 9     | Kanada             | Vincent Sigouin        | 23,97  |
| 10    | Tschechien         | Lukáš Vaculík          | 23,83  |

Datum: 3. März 2006

Es waren 42 Teilnehmer am Start.

Weitere Teilnehmer aus deutschsprachigen Ländern:

 Mattia Mannetti: 25. Platz

 Pablo Lafranchi: 31. Platz

### Dual Moguls
| Platz | Land               | Sportler               |
| ----- | ------------------ | ---------------------- |
| 1     | Russland           | Andrei Wolkow          |
| 2     | Vereinigte Staaten | Jay Bowman-Kirigin     |
| 3     | Vereinigte Staaten | Patrick Deneen         |
| 4     | Kasachstan         | Dmitri Reicherd        |
| 5     | Russland           | Sergei Wolkow          |
| 6     | Russland           | Alexander Smyschljajew |
| 7     | Frankreich         | Anthony Benna          |
| 8     | Vereinigte Staaten | Sho Kashima            |

Datum: 4. März 2006

Es waren 39 Teilnehmer am Start.

Weitere Teilnehmer aus deutschsprachigen Ländern:

 Mattia Mannetti: 30. Platz

 Pablo Lafranchi: 37. Platz

### Skicross
| Platz | Land        | Sportler          |
| ----- | ----------- | ----------------- |
| 1     | Deutschland | Andreas Schauer   |
| 2     | Norwegen    | Anders Rekdal     |
| 3     | Tschechien  | Petr Takač        |
| 4     | Schweiz     | Gregor Vinzens    |
| 5     | Russland    | Jegor Korotkow    |
| 6     | Österreich  | Jochen Gstrein    |
| 7     | Schweiz     | Renato Trummer    |
| 8     | Schweden    | Fredrik Bondesson |
| 9     | Tschechien  | Petr Bokota       |
| 10    | Tschechien  | Jan Kokes         |

Datum: 5. März 2006

Es waren 23 Teilnehmer am Start.

Weitere Teilnehmer aus deutschsprachigen Ländern:

 Michael Huber: 14. Platz

 Pablo Lafranchi: 23. Platz